# Beni Ounif
 (janvier 2011).
Si vous disposez d'ouvrages ou d'articles de référence ou si vous connaissez des sites web de qualité traitant du thème abordé ici, merci de compléter l'article en donnant les références utiles à sa vérifiabilité et en les liant à la section « Notes et références ».
Béni Ounif (parfois orthographiée Beniounif) est une commune de la wilaya de Béchar en Algérie, dans la région de la Saoura, située à 110 km au nord-est de Béchar, à 145 km au sud-ouest d'Aïn Sefra et proche de la frontière marocaine.

## Géographie

### Situation
Le territoire de la commune de Beni Ounif est situé au nord-est de la wilaya de Béchar. Son chef-lieu est situé à 111 km au nord-est de Béchar.
| Mougheul | Figuig (Maroc)   | Djeniene Bourezg, Moghrar (wilaya de Naâma) |
| Béchar   | Beni Ounif       | El Bnoud (wilaya d'El Bayadh)               |
| Taghit   | Kerzaz, El Ouata | El Bnoud (wilaya d'El Bayadh), Kerzaz       |

### Localités de la commune
Lors du découpage administratif de 1984, la commune de Beni Ounif est constituée des localités suivantes :
- Beni Ounif (Centre)
- Jenan Dar
- Fendi
- Rosfa Taïba
- Zoubia
- Oued Namous
- Saf Saf
- Laouedj
- Douis
- Bouaiache
- Hador

### Transports
La commune de Beni Ounif est traversée par la route nationale 6 (RN 6), dite « route des Oasis », qui relie la ville de Sig, située au nord-ouest de l'Algérie, à la ville de Timiaouine, située à l’extrême sud de l'Algérie à la frontière avec le Mali, via Béchar et Adrar.

## Histoire
Au début du XXe siècle, les autorités françaises et du territoire sud-oranais, installent près du col de Zenaga, autour d'une belle palmeraie, et du ksar, dans la petite commune reliée à Oran par une voie ferrée une gare d'aspect fortifiée, un "pavillon du Commandant d'Armes", une redoute, un « groupe scolaire », un hôtel (dit « hôtel du Sahara »)..
Cette zone peu habitée et fréquentée à cette époque a connu une occupation française au début du XXe siècle jusque dans les années 1960. Elle était le 8e ksar de Figuig avant l'arrivée des Français.
En raison de son isolement, elle a été choisie pour l'installation d'un polygone secret d'essais d'armes chimiques et de moyens de protection contre ces armes, le Centre d'expérimentation semi-permanent de Beni-Ounif (CESP), connu sous le nom de code de B2-Namous. Cette installation a été construite et d'abord utilisée par les Français, puis quelques Algériens ont pu y travailler, avant que les installations ne soient abandonnées par la France et offertes ou vendues à l'Algérie. Les Français y ont testé des armes et vecteurs de 1935 à 1978.
Elle devient une commune de plein exercice le 12 décembre 1958

## Économie
Région à vocation agro-pastorale.

## Patrimoine

### Le ksar
Le ksar de Beni Ounif est situé au nord de la commune de Beni Ounif, sur la rive gauche de l'oued Melias à l'extrémité nord-ouest de la palmeraie. Il est limité au sud par l'oued Sidi Abdelkader.
Il est divisé en quatre quartiers : « la casbah » où se trouve la maison de Sidi Aissa Ben Taleb et la mosquée « El Atik » construite par lui aussi, en 718 de l'hégire, « El Madmar », « Ahfir Nouaddey » et le quatrième quartier « Rahba » qui était un marché
La place de djemaa est ponctuée d'habitations, elle occupe une position centrale, à proximité de la mosquée. L'institution des djemaa est très ancienne et date de la fondation même du ksar, il s'agit d'une assemblée locale de notables. Actuellement la djemââ du Ksar de Béni Ounif a été restaurée et on trouve des bancs en plein air où s'assoient les vieux (dkakans).
La place « Tibahar » est une place de dimensions différentes de la djemââ. Elle est située au centre du ksar à côté de la place djemââ où se déroulent plusieurs manifestations dans les occasions de mariages ou el mouloud. Le ksar est ceint d'un mur qui, suivant les transmissions orales, présente une ouverture au sud du ksar donnant accès à la place de la djemââ et la mosquée.
Le ksar révèle la présence d'un habitat dense avec des ruelles étroites. Les maisons de formes carrées se juxtaposent, leurs terrasses s'équilibrent en hauteur.

### La mosquée
La mosquée « El Atik » du ksar de Beni-Ounif est construite en 718 de l'hégire par le marabout Sidi Aissa ben Taleb. Elle est de forme trapézoïdale suivant l'architecture des ksour.
Sa surface totale est de 374 m2, la surface de la toiture est de 190,7 m2. Elle est composée d'une salle de prière pour hommes contenant plusieurs travées divisées par des poteaux carrés de 1 m2 de section et entourée par des arcades en ogive, et une partie réservée aux femmes séparées de celle des hommes par un mur. Il existe trois entrées, dont une est destinée aux femmes. « Le Minbar » et « le Mihrab » sont simples et réalisés en argile. Le minaret n'est pas proposé à cause de la situation haute de la mosquée dans le Ksar.
Sa toiture est faite par des troncs de palmiers et des branches de « defla » colorées et composées d'une manière architecturalement harmonieuse. Elle contient aussi des salles d'ablution, des sanitaires et une terrasse accessible.
Non loin de la mosquée se trouve une école coranique nommée « Modakara », elle est située au cœur du ksar. Elle est l'élément ordonnateur du ksar vers laquelle les rues principales se convergent.

### Galerie de photos

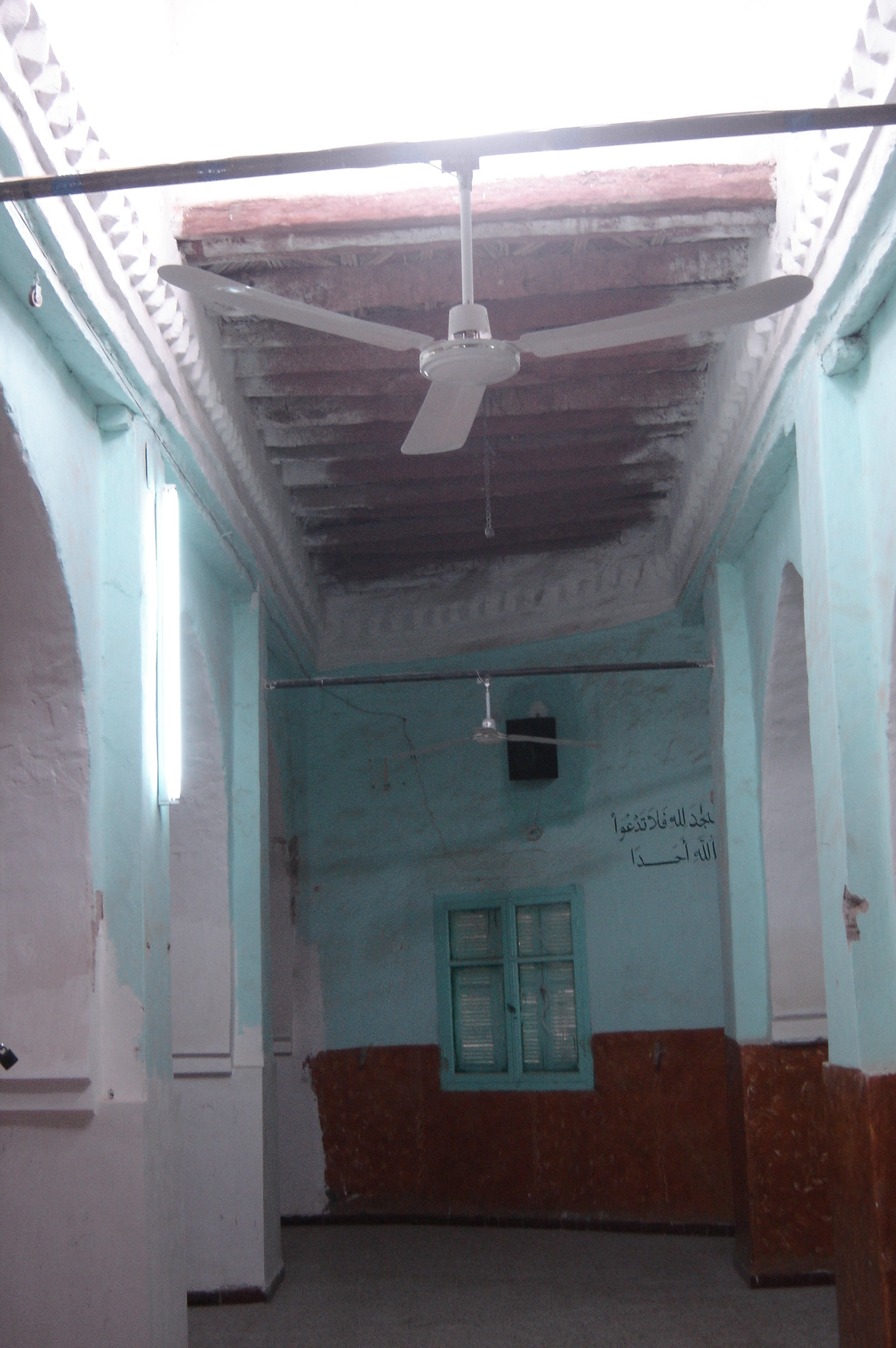
La vieille Mosquée "Atik"
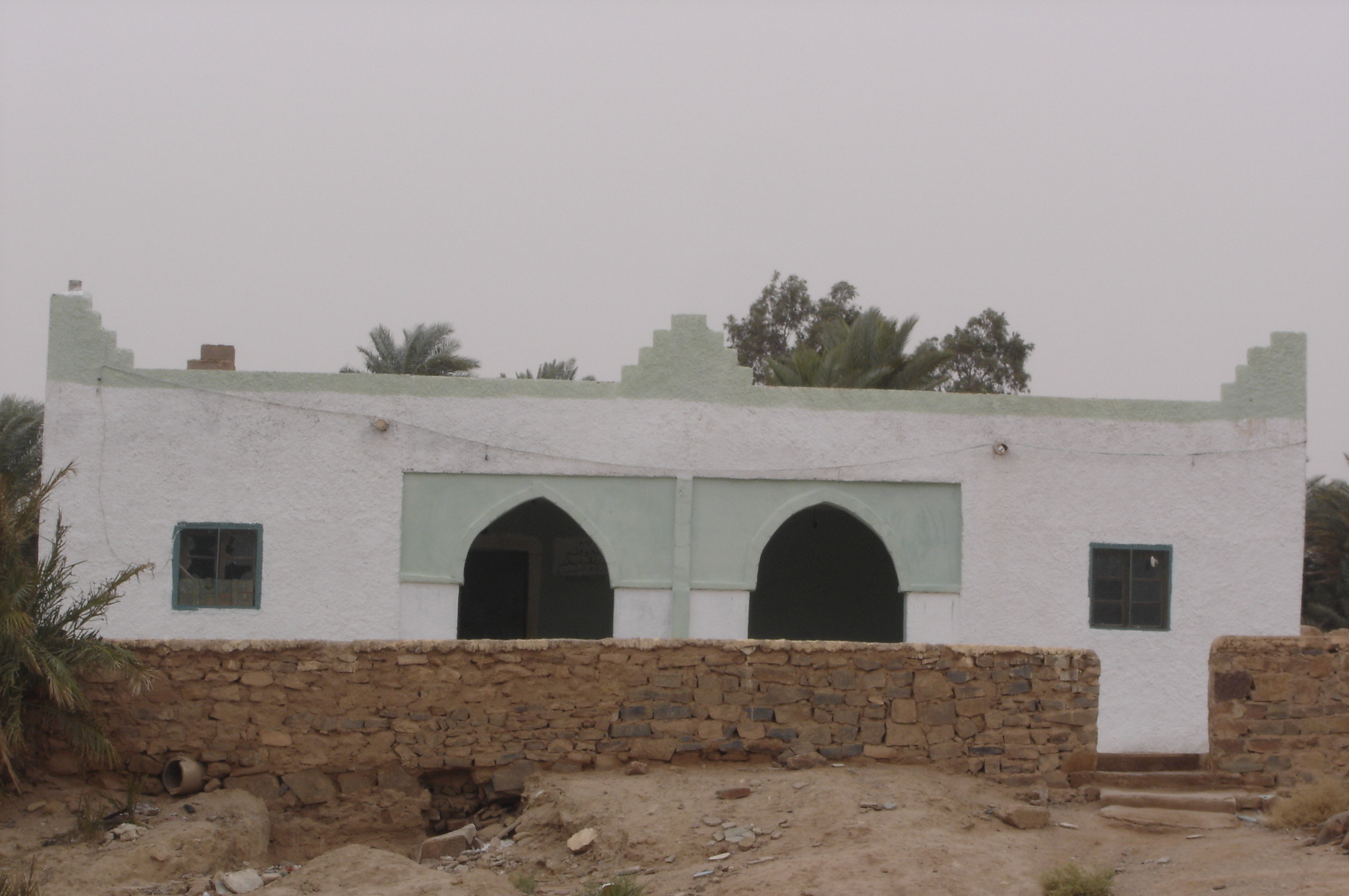
Wali Sidi Aissa Ben Taleb
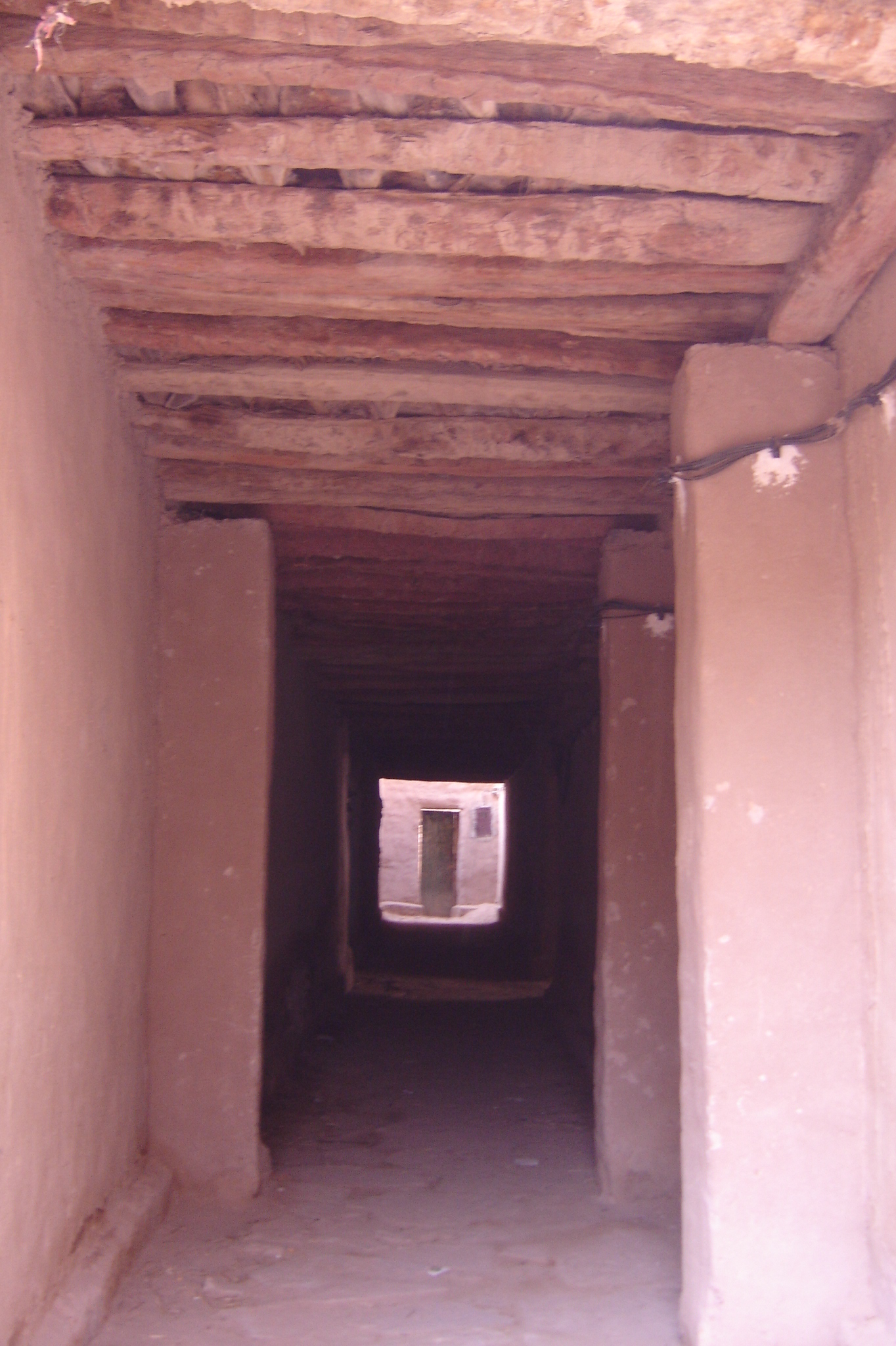
Couloir dans le ksar